# NGC 2787
NGC 2787 är en stavgalax av Hubbletyp SB0. Galaxen befinner sig ca 25 miljoner ljusår bort i stjärnbilden Stora björnen.